# Ashford (Washington)
Ashford és una concentració de població designada pel cens dels Estats Units a l'estat de Washington. Segons el cens del 2000 tenia 267 habitants.

## Demografia
Segons el cens del 2000, Ashford tenia 267 habitants, 122 habitatges, i 56 famílies. La densitat de població era de 49,6 habitants per km².
Dels 122 habitatges en un 27% hi vivien nens de menys de 18 anys, en un 37,7% hi vivien parelles casades, en un 7,4% dones solteres, i en un 53,3% no eren unitats familiars. En el 38,5% dels habitatges hi vivien persones soles el 8,2% de les quals corresponia a persones de 65 anys o més que vivien soles. El nombre mitjà de persones vivint en cada habitatge era de 2,19 i el nombre mitjà de persones que vivien en cada família era de 3,09.
Per edats la població es repartia de la següent manera: un 23,2% tenia menys de 18 anys, un 6% entre 18 i 24, un 31,1% entre 25 i 44, un 28,1% de 45 a 60 i un 11,6% 65 anys o més.
L'edat mediana era de 41 anys. Per cada 100 dones de 18 o més anys hi havia 107,1 homes.
La renda mediana per habitatge era de 27.917 $ i la renda mediana per família de 25.500 $. Els homes tenien una renda mediana de 46.406 $ mentre que les dones 26.250 $. La renda per capita de la població era de 19.996 $. Aproximadament el 21,7% de les famílies i el 20,5% de la població estaven per davall del llindar de pobresa.

## Poblacions més properes
El següent diagrama mostra les poblacions més properes.